# Seneca (Oregón)
Seneca es una ciudad ubicada en el condado de Grant en el estado estadounidense de Oregón. En el año 2000 tenía una población de 223 habitantes y una densidad poblacional de 103.7 personas por km².

## Geografía
Seneca se encuentra ubicada en las coordenadas 44°8′8″N 118°58′19″O / 44.13556, -118.97194.

## Demografía
Según la Oficina del Censo en 2000 los ingresos medios por hogar en la localidad eran de $27,333, y los ingresos medios por familia eran $26,806. Los hombres tenían unos ingresos medios de $30,000 frente a los $23,750 para las mujeres. La renta per cápita para la localidad era de $12,636. Alrededor del 19.8% de la población estaban por debajo del umbral de pobreza.